# Палач (фильм, 1990)
«Пала́ч» — советский драматический фильм 1990 года режиссёра Виктора Сергеева. Первый фильм трилогии «Палач» — «Гений» — «Странные мужчины Семёновой Екатерины».
Автор сценария — Сергей Белошников — режиссёр и автор сценария ремейка 2006 года, также автор одноимённой книги.

## Сюжет
Ленинград, апрель 1990 года. Трое партнёров по бриджу (метрдотель ресторана Игорь, врач-нарколог Виктор и скульптор Саша) насилуют журналистку Ольгу, введя ей в вену некое наркотическое вещество. Четвёртый, Андрей, не участвует в изнасиловании, но и ничего не делает, чтобы его предотвратить. Ольга решает не подавать заявление в милицию, несмотря на уговоры следователя и своего друга-хирурга Сергея, а самостоятельно отомстить обидчикам. Вначале она приходит в гости к «подруге» Свете, которая помогла насильникам заманить жертву, и, угрожая изуродовать её кислотой, заставляет Свету назвать имена и телефоны четверых. Продав серьги с бриллиантами, Ольга находит криминального авторитета Вольдемара и просит его, чтобы он наказал её обидчиков за вознаграждение — каким образом, он сам должен придумать.
Дочь Игоря жестоко насилуют. Ольга звонит Игорю и объявляет, что с ним она в расчёте, но трое других получат своё. Трое решают послать Андрея, чтобы предложить Оле деньги. Оля не хочет с ним говорить; в ходе ссоры Андрей бьёт Ольгу по лицу и уходит, она вонзает ему в спину нож. Сергей оказывает помощь Андрею, Андрей остаётся выздоравливать в квартире Ольги.
Исчезновение Андрея пугает насильников. Игорь, боясь за себя и семью, уезжает с женой и дочерью в Алушту, благодаря Саше, который достал для них путёвки. Игорь оставляет ему свою «Копейку» по его просьбе. Виктор берёт отпуск и собирается уехать, но люди Вольдемара, представившись сотрудниками КГБ, похищают его и в течение 10 дней накачивают наркотиками.
Андрей выздоравливает, Ольга прячет его на даче в Комаровo. Она передаёт через человека Вольдемара просьбу остановить убийства, но тот отвечает, что сейчас у него нет связи с Вольдемаром, а механизм уже запущен. Посадив Виктора на иглу, его возвращают домой и приказывают вызвать к себе Сашу. Приехав, тот застаёт умершего от передозировки Виктора, после чего обнаруживает погоню. Выехав на путепроводе на встречную полосу для обгона, Саша неожиданно обнаруживает, что у машины выведены из строя тормоза, он падает с эстакады и гибнет.
Ольга узнаёт о самоубийстве Светы. Утром звонит Вольдемар. Ольга вновь просит его прекратить убийства, но тот заявляет, что он и сам не может это сделать, поскольку приказы уже переданы другим людям. Ольга возвращается на дачу и решает уехать с Андреем. Машина оказывается выведена из строя. Когда они садятся в электричку, в толпе один из следивших за ними подручных Вольдемара всаживает Андрею нож в спину, и он умирает на руках Ольги.
К Ольге домой приходит Вольдемар. Застрелив Вольдемара из ружья, Ольга вспоминает, как она в детстве побежала встречать отца, офицера флота, и тот подарил ей мягкую игрушку в виде собаки. Девочка бежит дальше по лесу и радуется, эта картина прерывается выстрелом, девочка медленно падает.

## В ролях
- Ирина Метлицкая — Ольга Юрьевна Привалова, журналист-фоторепортёр
- Андрей Соколов — Андрей Алексеевич Арсентьев
- Лариса Гузеева — Света, знакомая Ольги; манекенщица
- Сергей Газаров — Игорь Иванович Погодин, метрдотель в ресторане; насильник
- Борис Галкин — Саша Завалишин, скульптор; насильник
- Станислав Садальский — Виктор Эммануилович Гольднер, врач-нарколог; насильник
- Альгис Матулёнис — Вольдемар Карлович
- Елена Аржаник — Лена, приятельница Ольги; певица в ресторане
- Аристарх Ливанов — Сергей Гаврилов, друг Ольги; хирург
- Лариса Цапусто — Жанна, дочь Игоря Погодина
- Александр Шурыгин — подручный Вольдемара
- Игорь Харламов — подручный Вольдемара
- Евгений Александров — администратор в ресторане
- Николай Крюков — дедушка Ольги
- Тамара Лебедева — мама Ольги
- Майя Блинова — бабушка Ольги
- Вадим Гущин — следователь
- Никита Михайловский — лейтенант (последняя роль в кино)
- Вячеслав Васильев — Сан Саныч, главврач
- Игорь Агеев — врач
- Дмитрий Нагиев — бармен

## Ремейк 2006 года
Сергей Белошников выступил также в роли автора сценария и режиссёра 4-х серийного фильма «Палач» с Ириной Апексимовой в главной роли.